# A Confissão (John Grisham)
The Confession (A Confissão) é um romance de thriller legal de 2010 de John Grisham, sendo a sua segunda obra a ser publicada em 2010, tendo a anterior sido Theodore Boone: Kid Lawyer.
O romance é sobre a execução de um homem inocente erradamente condenado pelo assassínio de uma jovem do ensino secundário muito conhecida por ser a cheerleader da sua escola. Este foi o primeiro romance de Grisham a ser lançado simultaneamente em formato digital e em impressão.

## Enredo
Em 1998, Travis Boyette sequestra, viola e assassina Nicole Yarber, uma adolescente e estudante do ensino secundário em Slone, Texas, e enterra o corpo dela em Joplin (Missouri), a 6 horas de viagem de Slone. Acontece que a polícia e o procurador prendem e acusam  Donté Drumm, um estudante negro do ensino secundário onde joga futebol na equipa da escola, o qual não tem nenhuma ligação ao crime, mas que devido às manobras intimidatórias da polícia confessa num dado momento (e depois sempre nega) a autoria da morte de Nicole, cujo corpo não é encontrado. Apesar da sua inocência, Drumm é condenado em Tribunal e sentenciado à morte, ficando a aguardar a execução durante nove anos. Mesmo após a condenação de Drumm, o seu advogado Robbie Flak procura continuamente reverter a sentença, através de novos dados, incluindo a retratação de uma falsa testemunha que afirmou ter visto a carrinha de Drumm junto da viatura de Nicole. 
Entretanto, Boyette fugiu para o Kansas sendo condenado por assédio sexual. Está em liberdade condicional e sofre de tumor cerebral sem possível cura. E faltando apenas uma semana para a execução de Drumm, Boyette decide confessar a um padre, o reverendo Keith Schroeder, que tinha sido ele o verdadeiro assassino de Nicole e que iriam em breve matar um homem inocente. Keith leva Boyette a Slone mas apesar da confissão em público deste, nem o Tribunal, nem o Governador do Texas, impedem a execução de Drumm.   
A cidade é assolada pela tensão racial, mas foi evitado um tumulto. Boyette então revela o local em que enterrou Nikki e amostras de DNA indicam sinais de estupro e agressão. Mas antes que seja emitido um mandado de prisão para Boyette, este foge. Em Slone, Flak move ações judiciais contra os responsáveis pela errónea condenação e execução de Drumm, enquanto Schroeder sente remorsos por Boyette estar em fuga, pois ajudou este condenado em liberdade condicional e que também era um assassino, a viajara para fora da sua área de liberdade condicional (o estado do Kansas). Schroeder acaba tornando pública a sua viagem com Boyette, paga uma multa fixada pelo Tribunal, renuncia à  posição de pastor na igreja de Topeka e aceita a oferta para dirigir uma paróquia reformista no Texas. Pouco depois Boyette é preso após uma tentativa gorada de assaltar uma outra mulher. 

## Lista de personagens

### Donté Drumm
A tragédia de Donté começa aos 17 anos, tendo tudo a seu favor. Ele só tinha tido uma breve contacto com a polícia por posse de droga quando era mais novo. Agora ele é uma estrela da equipa de futebol da escola e é apreciado pelas colegas. O seu potencial inspira ciúmes em Joey Gamble, que, quando rejeitado por Nicole, julga que a causa é Donté. Após o desaparecimento de Nicole, Joey avisa a polícia com um telefonema anónimo, que mais tarde se sabe ter sido dele, de que viu a carrinha que Drumm conduzia junto do parque onde estava o carro de Nicole. Quando a polícia leva Donté para interrogatório, este ingenuamente, mas de boa fé, assina os direitos de Miranda. e permite ser interrogado pela Polícia sem a presença de um advogado, reconhecendo a um determinado momento do pressionante interrogatório que terá sido ele a raptar Nicole, confissão esta que depois sempre negou. Esta confissão forçada é o catalisador que o leva ao "corredor da morte" durante os nove anos seguinte acabando por ser executado. 

### Roberta Drumm
A mãe de Donté, convencida de que seu filho está inocente, reza constantemente por uma absolvição. Faz parte de uma família numerosa e o seu marido, o pai de Donté, Riley Drumm, morre de doença cardíaca enquanto Donté está no corredor da morte. 

### Nicole "Nikki" Yarber
A jovem cujo rapto brutal e de que se suspeita tenha sido assassinada levou à acusação de assassinío em primeiro grau, um crime que pode levar à pena sentença de morte no estado norte-americano do Texas. 

### Reeva Pike
Mãe de Nicole Yarber. Reeva, para além do grande sofrimento pela perda da filha, tem um comportamento espalhafatoso e teatral, além de irracional, a ponto de se ter dirigido mais de 160 quilómetros para jusante do rio, onde se especulou que o corpo da sua filha podia ter sido largado. Está convencida da justeza da pena de morte e tem prazer em o dizer a quem quiser ouvir. Reeva vive com o seu segundo marido, que não é o pai de Nicole (Nicole tem dois meio-irmãos do segundo casamento de Reeva) e que parece exasperado com os nove anos de agonia de Reeva.

### Travis Boyette
Boyette é o verdadeiro assassino de Nicole e estava sob custódia policial em Slone quando Donté foi detido. É um estuprador em série tendo sido abusado desde os oito anos de idade por um tio que dizia aos pais dele que o levava à "pesca". Afirma estar a sofrer de um tumor cerebral terminal e usa uma bengala porque coxeia. Acontece que o tumor não é maligno e usa bengala apenas para se proteger. As suas convulsões e dores de cabeça intensas, no entanto, são reais. Boyette passou mais de metade dos seus 44 anos de vida na prisão. Ele continua a gerar calafrios e, em várias ocasiões, revela ao reverendo Schroeder como considera "fofa" a esposa deste, Dana.

### Robbie Flak
Robbie Flak é o advogado de Drumm e que trabalha incansavelmente a favor do seu cliente. Ele promete a Donté minutos antes da sua execução que irá encontrar o verdadeiro assassino e limpará o seu nome pelo bem da família e da mãe dele, e quando isso acontecer irá organizar uma festa junto ao túmulo dele. Robbie não menospreza a mínina hipótese de defesa dos seus clientes que se encontram no "corredor da morte" fazendo tudo o que é possível. Apresenta todas as acções judiciais possíveis e não descansa enquanto não acusa todos os responsáveis pela execução errónea de Donté, mesmo as partes às quais se aplica imunidade de processo. Fora do trabalho judicial, Robbie não tem uma vida social preenchida e tanto ele como a sua parceira romântica ficam felizes em esquecer a vida profissional. Robbie não sendo particularmente religioso ainda assim é convidado pela comunidade negra de Slone para falar no funeral de Donté.

### Reverendo Keith Schroeder
Keith Schroeder é o padre luterano que ajuda e apoia no transporte através de fronteiras estaduais um criminoso condenado. Schroeder esforça-se para fazer sobresssair o melhor de todas as pessoas dando ênfase ao perdão. Ele tem grandes dúvidas no que está a fazer e procura encontrar nas situações complexas por que passa qual o procedimento correcto. Tenta recuperar a crença inicial de Donté em Deus, quando todas as esperanças de um perdão de última hora pelo Governador se perderam. Keith é casado com Dana, que estava a substituir a secretária da paróquia no dia em que Boyette vai ter com Keith. No fim, o seu envolvimento num ato ilegal, por mais justificado que seja, coloca-o em apuros perante o seu bispo, mas a sua ação na luta contra a pena de morte leva a que lhe ofereçam a direcção de uma paróquia luterana mais socialmente ativa no Texas, que ele aceita, tornando-se um opositor activo na luta contra a pena de morte.

### Juiz Elias Henry
O juiz Henry é o único que se dá bem com Robbie Flak. Ele é muito respeitado, embora no passado tivesse perdido a eleição para juíz da comarca o que o levou a um colapso nervoso. Escreveu vários artigos durante o movimento pelos direitos civis da década de 1960 e foi considerado um pouco radical entre os brancos do Texas durante esse período. O juiz Henry sempre considerou que o processo judicial de Donté tinha falhas e que o libertaria caso estivesse a dirigir o julgamento dele.

### Joey Gamble
O falso testemunho de Gamble é crucial no processo da acusação contra Donté. Ele tinha ciúmes de Donté e queria que a morte da garota de que ele gostava fosse atribuída a Donté, admitindo que os polícias acabariam por descobrir a verdade. No próprio dia da execução de Drumm, Concorda em assinar uma declaração juramentada, contradizendo o seu anterior testemunho e admitindo que cometeu perjúrio, mas foi tarde demais.

### Detetive Drew Kerber
Kerber é o detetive policial que prendeu e interrogou Donté. É um personagem cruel, mau e egoísta que, apesar dos incontáveis protestos de inocência de Donté, persiste em gritar e acusá-lo com raiva. Finalmente obtém uma confissão falsa de Donté por meio de gritos e truques, embora esteja implícito que ele pode ter vencido Donté por métodos aceitáveis, já que este é encontrado deitado no chão a chorar no final do interrogatório de Kerber. Na conferência de imprensa, Robbie Flak menciona que Kerber tem um "histórico de falsas confissões", o que implica que muitas outras confissões podem ter sido fabricadas por ele.

### Procurador Paul Koffee
É o magistrado de acusação que preside ao caso de Nicole Yarber. Ele e Kerber podem ser encarados como os principais vilões da história, pois são personagens implacáveis e maus que conseguem condenar Donté com falsas provas e um falso testemunho. A possibilidade de Donté ser inocente nunca parece ocorrer a Paul, pois ele se preocupa apenas com a sua reputação, que sofre imenso quando o escândalo do seu relacionamento com a juíza Vivian Grale é revelado ao mundo. Ele ainda tem a coragem de sugerir que Donté pode ter um "cúmplice" quando o corpo de Nicole foi encontrado, num esforço para salvar a sua reputação, que ele coloca acima da vida de um homem inocente. 

### Gill Newton
O governador do estado do Texas. Um defensor da pena de morte que se recusa a adiar a execução, mesmo depois de ver a confissão televisionada de Travis. Quando toma conhecimento da inocência de Donté, Newton finge infantilmente não ter visto a confissão de Travis e tenta desesperadamente deslocar-se em missão ao Oriente Médio, apenas para sair do país.  
Tal como Koffee, Kerber e o juiz Vivian Grale, Newton também apenas se preocupa com a sua reputação e não reconhece Donté Drumm como um homem inocente, apesar dos distúrbios violentos que ocorrem nas ruas de Slone.

## Recepção crítica
Chris Erskine, no Los Angeles Times, analisou o romance de uma maneira favorável, comentando a reconhecida habilidade de Grisham em manter o ritmo nos seus romances.
Escrevendo no blog Religious Left Law, David Nickol criticou negativamente o romance por não fazer o que pretendia presumivelmente, ou seja, apresentar um caso sólido contra a pena de morte por meio de ficção. As falhas, escreveu ele, derivam do fato de que os eventos do caso Donté "são tão flagrantes que ... não precisamos ser oponentes da pena de morte para considerar como repugnante a tragédia de alguém tão claramente inocente".
Maureen Corrigan, no Washington Post, reviu o romance analisando o modo como Grisham transmite a mensagem ao leitor sobre a sua própria visão sobre a pena de morte decorrente de seu trabalho no Innocence Project. Este e a questão racial que divide a comunidade no Texas entre negros e brancos é descrita por Corrigan como um "excelente trabalho de crítica social"  de Grisham. Corrigan, no entanto, não considera fácil a leitura do livro: "não leia este livro se quiser apenas estirar-se na poltrona e relaxar", escreve ela; "Grisham não poupa aos seus leitores ou a si mesmo experiências terríveis ou perguntas difíceis".
Natahniel Roward, em "O longo caminho para a abolição da pena de morte", observou que "Grisham traz-nos dramaticamente um dos principais argumentos usados pelos oponentes da pena de morte: que uma execução é um ato completamente irreversível. Quando a prova de inocência é encontrada após a morte do prisioneiro condenado, é tarde demais. (. . . ) É obviamente muito raro que a prova de inocência seja encontrada no dia seguinte, após a execução de um homem inocente. O melhor feito literário de Grisham é criar um cenário em que isso seja plausível - devido à personalidade peculiar e imprevisível do verdadeiro assassino, cuja vacilação em tornar pública a sua confissão dura apenas mais vinte e quatro horas. (. . . ) O final amargo, com políticos cínicos do Texas decidindo prosseguir com as penas de morte, apesar da prova clara e manifesta da sua injustiça, é o tipo de decepção com a qual todos os oponentes da pena de morte no mundo real estão demasiado familiarizados ".

## Relações entre eventos do romance e da vida real
Grande parte do caso ficcional apresentado no romance é extraído de alguns casos da vida real envolvendo réus no "corredor da morte". A má-conduta de um promotor e de um juiz no mesmo processo judicial ao se envolverem sexualmente ocorreu  supostamente no caso de Charles D. Hood. Além disso, uma petição que chega minutos após o encerramento do TCCA tendo sido negada a sua apreciação porque as portas estavam trancadas e porque o juiz presidente (Milton Prudlowe no romance) recusou o adiamento do prazo ocorreu no caso de Michael Wayne Richard. A última afirmação de Donté é parcialmente derivada da última afirmação real de Cameron Todd Willingham, assim como a prova dúbia usada em parte para condená-lo (um cão farejador). O próprio Donté se refere diretamente ao caso Willingham ao falar sobre como os presos morrem: “Alguns não dizem uma palavra, apenas fecham os olhos e esperam o veneno. Alguns morrem esperneando. Todd Willingham que havia sido executado há três anos, sempre alegou ser inocente. Acusaram-no de ter iniciado um incêndio na casa onde estavam três filhas crianças que morreram queimadas. No entanto, ele estava em casa e também foi queimado. Ele era um lutador. Ele os xingou em sua declaração final." 
Grisham pesquisou e escreveu anteriormente um livro sobre o caso real de uma pessoa inocente condenada injustamente à morte (The Innocent Man) e muitos detalhes da investigação e do julgamento policial de Donté, bem como os efeitos psicológicos dos anos que passou no "corredor da morte", são claramente inspirados naquele caso - embora o caso real tenha sido em Oklahoma, e a prova da inocência do condenado tenha chegado a tempo de o salvar. 
O romance também menciona vários assassinos da vida real como tendo sido executados em 1999, que na verdade foram executados nas datas indicadas no romance: Desmond Jennings, John Lamb, Jose Guiterrez, James Beathard, Robert Atworth e Sammie Felder Jr. (Lista de pessoas executadas no Texas, 1990–99) 